# Pierre Keller
Pour les articles homonymes, voir Keller.
Pierre Keller, né le 9 janvier 1945 à Gilly et mort le 7 juillet 2019 à Grandvaux, est un graphiste suisse.

## Biographie
Pierre Keller naît le 9 janvier 1945 à Gilly, dans le district de Nyon. Son père est peintre en bâtiment.
Il obtient en 1965 un diplôme de graphiste à l'École cantonale d'art de Lausanne (ECAL). Il représente ensuite la Suisse dans de nombreuses manifestations culturelles, notamment à la Biennale de l'affiche de Varsovie, à la 9e Biennale de Paris et à la 17e Biennale de São Paulo en 1983. Il déploie parallèlement une activité d’éditeur, d’enseignant, de consultant en art et d’organisateur. Il enseigne notamment le dessin au collège à Aigle et au gymnase du Bugnon à Lausanne. En 1987, il enseigne à l'université de Paris I en tant que maître invité. Pendant les années 1980, il est également nommé membre de la Commission fédérale des beaux-arts par le Conseil fédéral.
De 1988 à 1991, il est délégué du Conseil d’État vaudois pour l'organisation du 700e anniversaire de la Suisse. En 1995, il devient membre du conseil de la Fondation suisse pour la photographie. La même année, il prend la direction de l'ECAL, alors qu'il ne possède aucun titre universitaire et la conduit en quelques années dans le Top 5 des écoles d'art européennes,. Il succède à Jacques Monnier-Raball, directeur de l'ECAL pendant trente ans. En 2004, il est nommé comme professeur titulaire à l'École polytechnique fédérale de Lausanne.
Il accepte de siéger au conseil de fondation du Montreux Jazz Festival et est officier des Arts et des Lettres. En 2007, il participe à la mise en place des nouveaux locaux de l’ECAL à Renens dans un bâtiment réhabilité par l’architecte suisse Bernard Tschumi. Le 30 juin 2011, après avoir atteint l'âge de la retraite et quitté la direction de l'ECAL, il devient président de l'Office des vins vaudois, fonction qu'il conserve jusqu'en 2018. En octobre 2011, il est candidat au Conseil national sur la liste du Parti radical-démocratique, mais n'est pas élu,.
Il décède des suites d'un cancer du foie le 7 juillet 2019,.

### Vie privée
Personnalité « hors normes », qualifié d'excentrique voire de provocateur par ses détracteurs, reconnaissable à sa voix haut perchée, il revendique ouvertement son homosexualité,,.

## Prix et distinctions
En 2006, il reçoit le Prix du rayonnement décerné par la Fondation vaudoise pour la culture. En 2007, il est nommé docteur honoris causa de l'École supérieure d'administration et de direction d'entreprises de Barcelone et distingué par le Design Preis Schweiz (de). En 2009, il obtient le Prix de Lausanne pour avoir contribué  au rayonnement de cette ville dans le monde. En 2010, il reçoit le Mérite Culturel de reconnaissance de la ville de Renens. En 2011, le Prix de la promotion du design lui est remis lors des Designer's Days à Paris. La même année, il est également élevé au rang d’officier de l’Ordre des Palmes académiques de France.

## Sources
- « Pierre Keller », sur la base de données des personnalités vaudoises sur la plateforme « Patrinum » de la Bibliothèque cantonale et universitaire de Lausanne.
- Collection suisse d'affiches de la bibliothèque nationale suisse.